# Reinhold Begas
Reinhold Begas (Berlin, 1831. július 7. – Berlin, 1911. augusztus 3.) német szobrász, a berlini újbarokk szobrászat képviselője. Carl Joseph Begas fia, Oskar Begas öccse, Adalbert Begas bátyja.

## Életpályája
A berlini akadémián Rauch tanítványa volt és már 1852-ben sikert aratott Hágárt és Izmaelt ábrázoló szoborcsoportjával. 1856–58-ban Rómában tartózkodott és itt Böcklinen kívül Michelangelo művei, de főleg a barokk művészet emlékei hatottak erősen fejlődésére. 1861–63-ban Böcklin és Lenbach mellett tanár volt a weimari művészeti akadémián. Az 1860-as és 1870-es években hosszú sorát alkotta meg a kisebb-nagyobb, olykor erősen egzotikus dekoratív műveknek és mellszobroknak.
1874-ben mintázta a budapesti közvágóhíd bejáratát díszítő két szép csoportot (bika és bivaly), melyet August Sommer bécsi szobrász faragott ki. Emellett mindinkább alkalma nyílt nagy, monumentális feladatok megoldására. 1871. november 10-én leplezték le a berlini Schiller-emlékművet. Ezt lágy női zsánerszobrainak sora követte (Vénusz és Ámor; Fésülködő nő; Phryne stb.). 1888-ban készítette el III. Frigyes császár szarkofágját, melynek eredetijét 1905-ben (kenotáfiumként) II. Vilmos a berlini dómba helyeztette át. Másolata szolgál az uralkodó sírjául, mely a potsdami Béke-templom mellett 1888–1890-ben épült Hohenzollern családi sírkápolnában (Frigyes császár mauzóleum, Kaiser-Friedrich-Mausoleum) áll, III. Frigyes császár feleségének, Viktória császárnénak szintén Begas által 1903-ban alkotott síremléke mellett. 1891-ben készült el legnagyobb műveinek egyike, a berlini királyi palota előtt levő pompás, sok alakkal díszített Neptun-szökőkút. 1897-ben fejezte be I. Vilmos császár nagy lovas emlékét, 1901-ben Bismarcknak a berlini országgyűlés palotája előtt felállított szobrát, valamint Bismarck síremlékét a berlini dómban stb. Az ő munkája a Siegesalle berlini körútjának néhány emlékműve is. 
Begas rendkívül termékeny, hatásos művészete igen nagy tudásról, leleményességről, dekoratív erőről tanúskodik, de a legnagyobb eszközök alkalmazása mellett is híjával van a monumentális vonásnak. Begas törekedett plasztikáinak a dekoratív festészeti kompozíciók szerinti megformálására és ezért sokan, akik e módszerben látták a modern szobrászat alapelveit, ez utóbbi újjáteremtőjeként tekintettek rá.

## Képgaléria

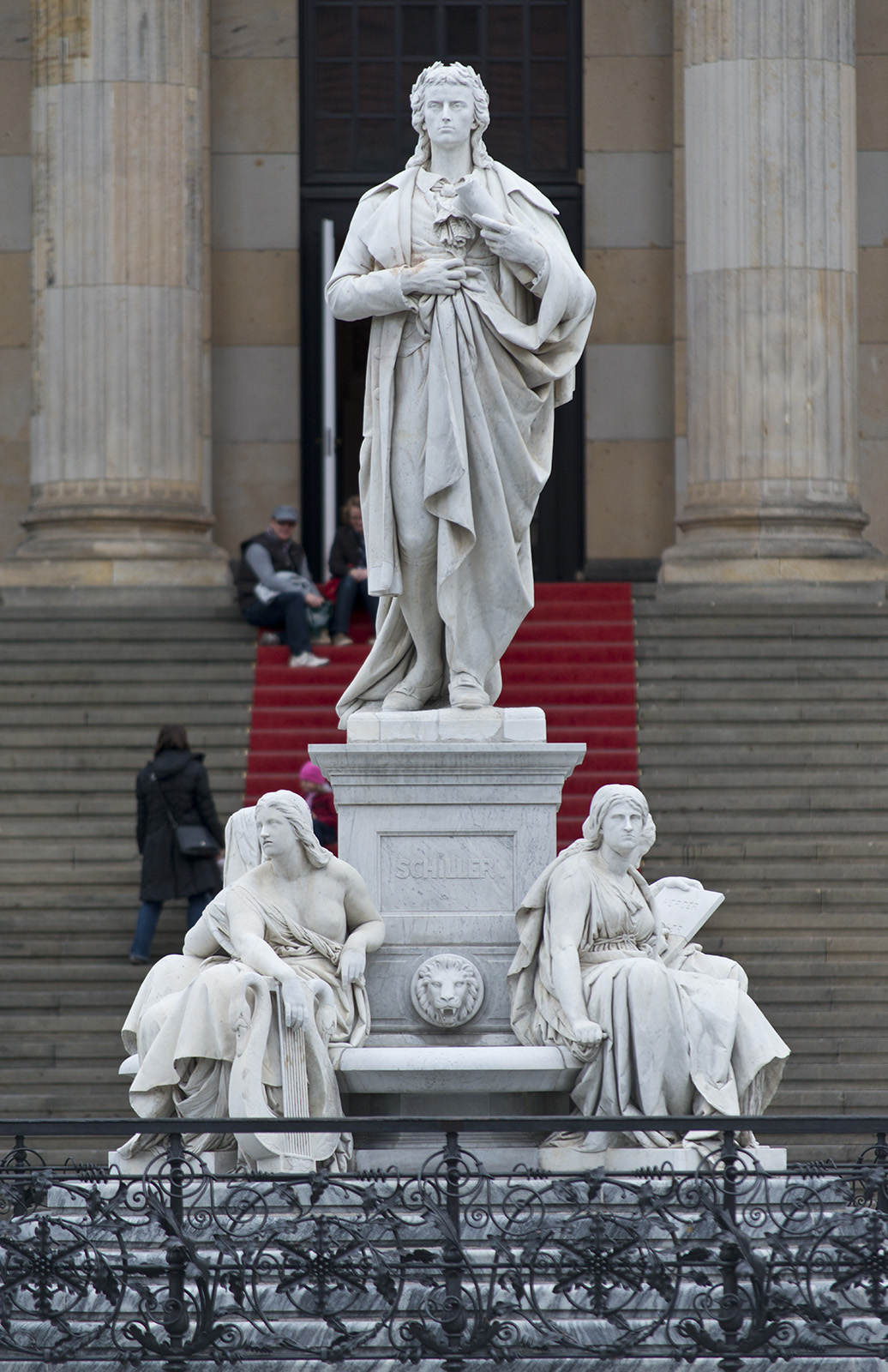
Schiller-emlékmű (1871), Berlin
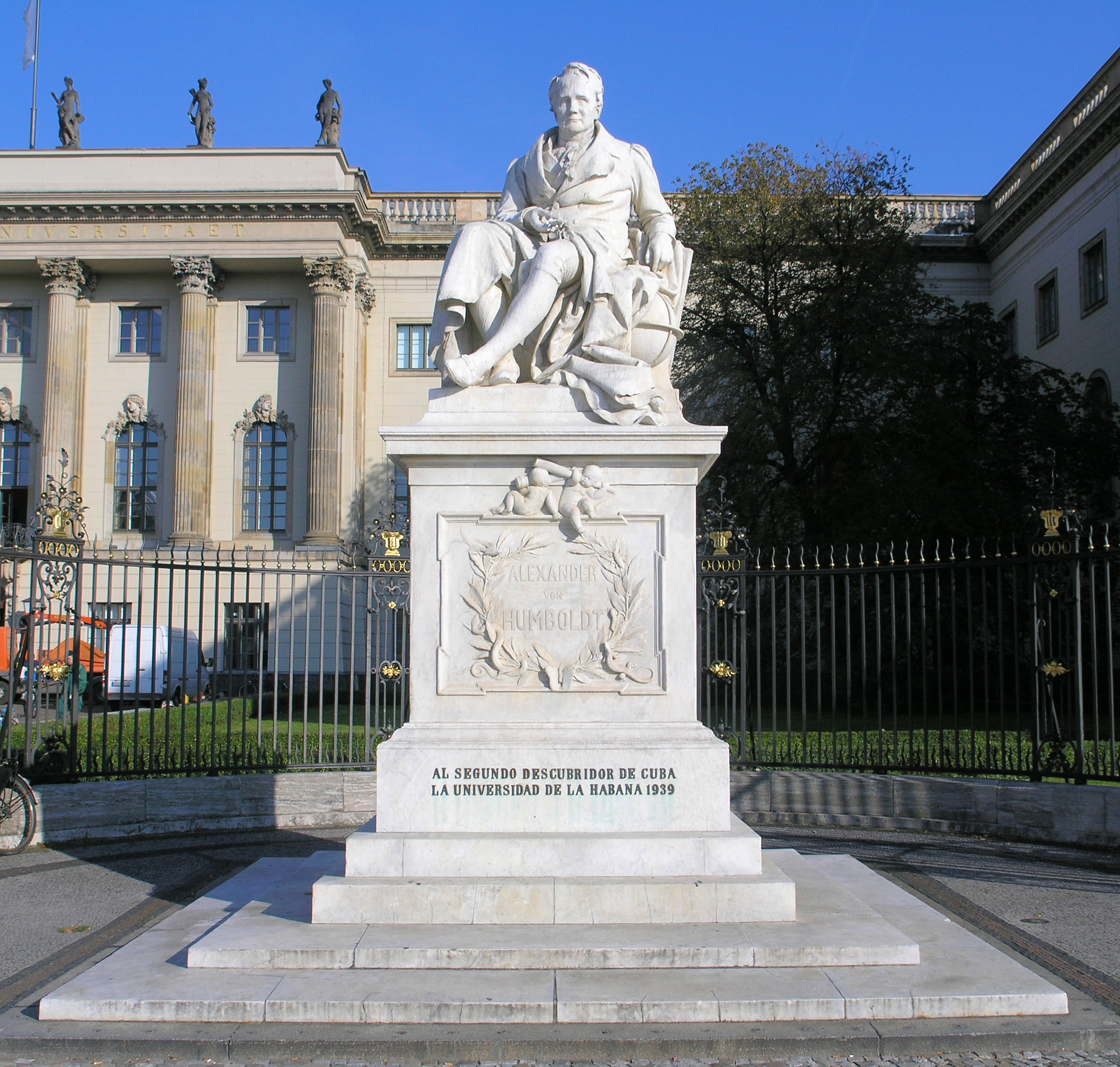
Alexander von Humboldt-emlékmű (1883), Unter den Linden, Berlin
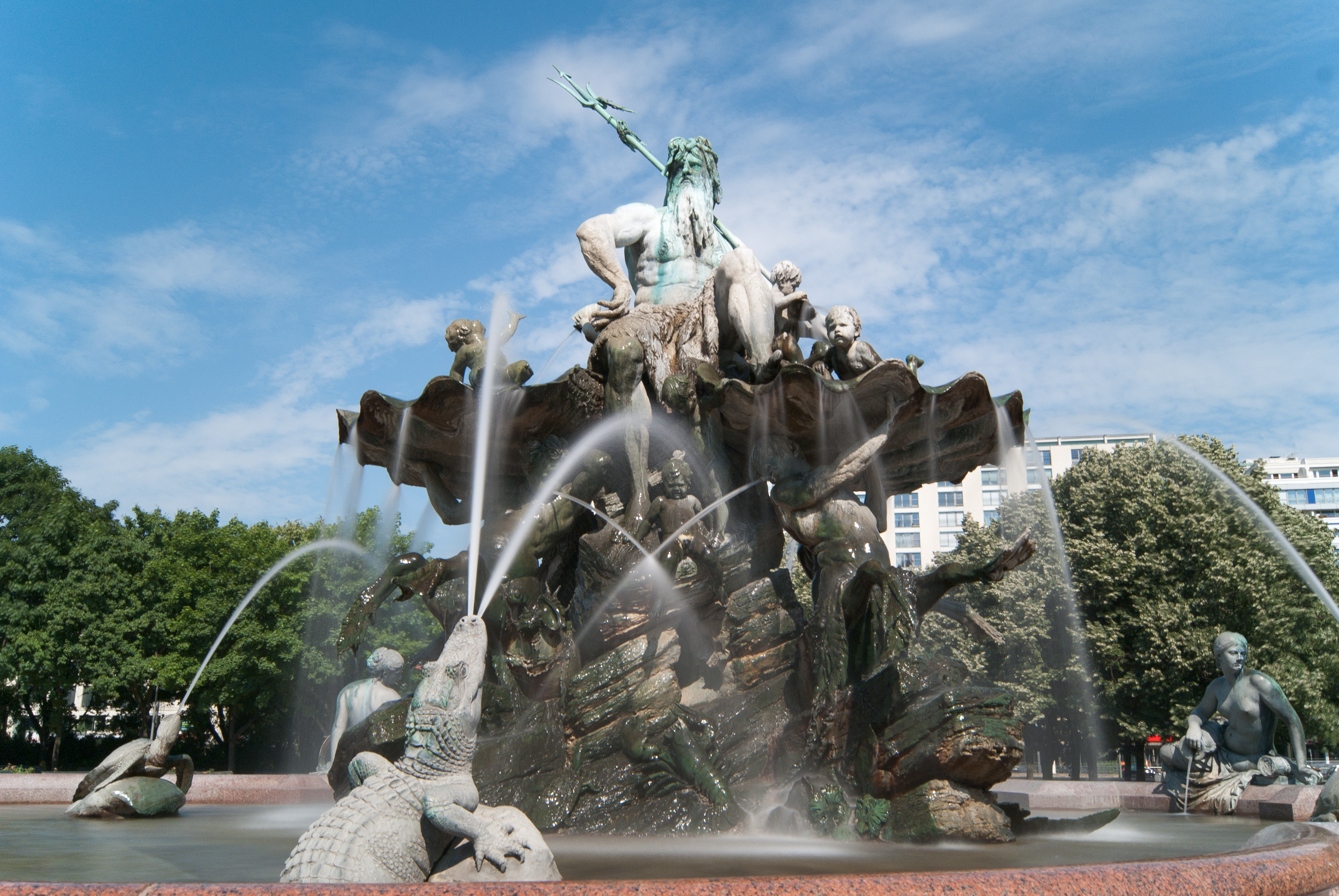
A Neptun-szökőkút (1891) a berlini Schloßplatzon
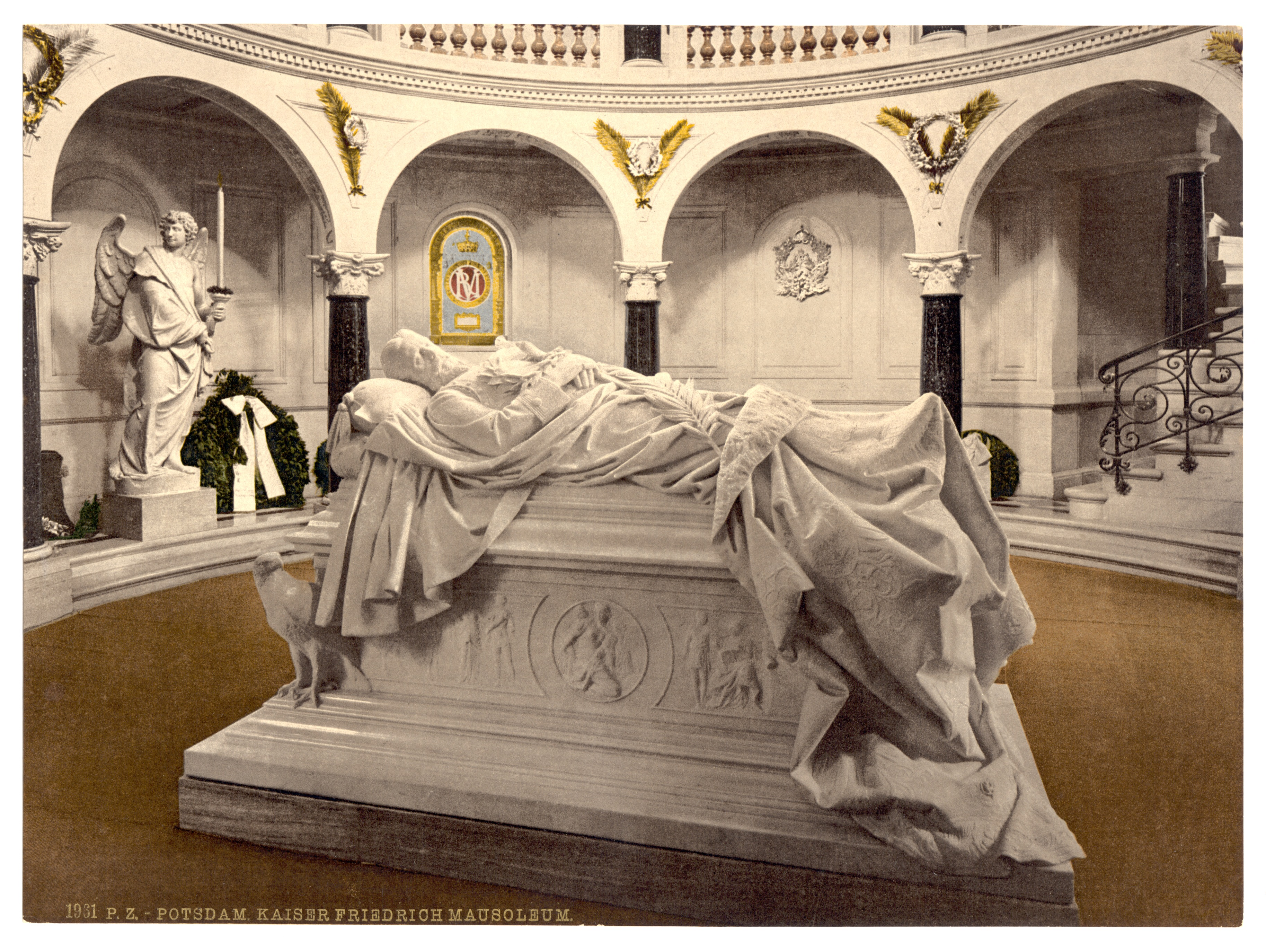
III. Frigyes szarkofágja (1892), Frigyes császár mauzóleuma, Potsdam
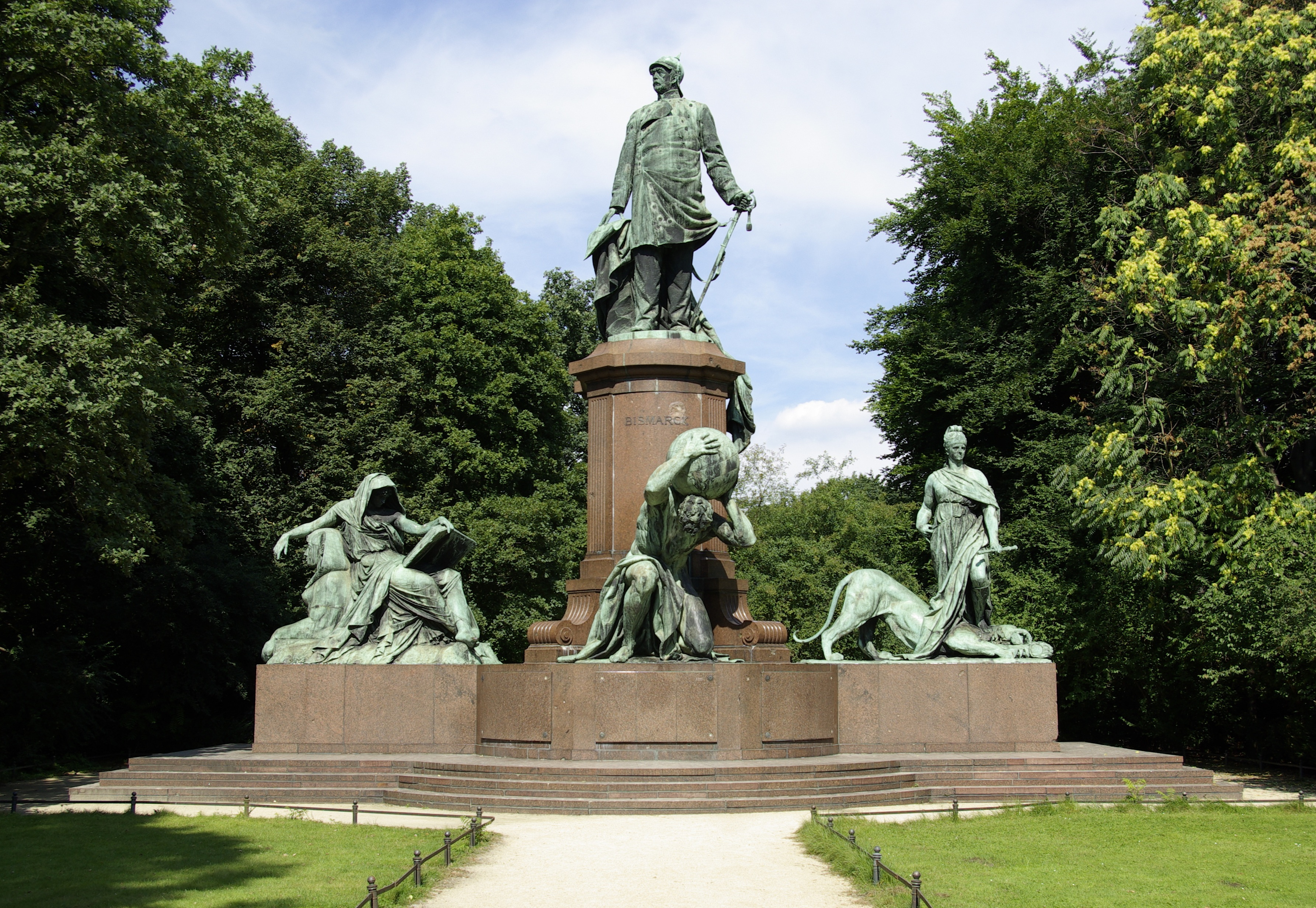
Bismarck Nemzeti Emlékmű (1901), Berlin
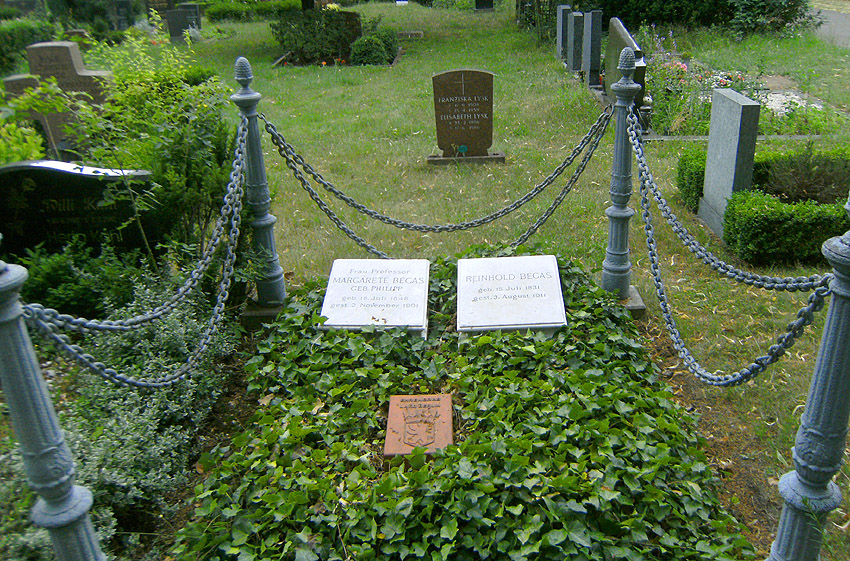
Sírja a Tizenkét Apostol Plébánia régi temetője(wd) területén (Berlin-Schöneberg)